# 下原スイカ

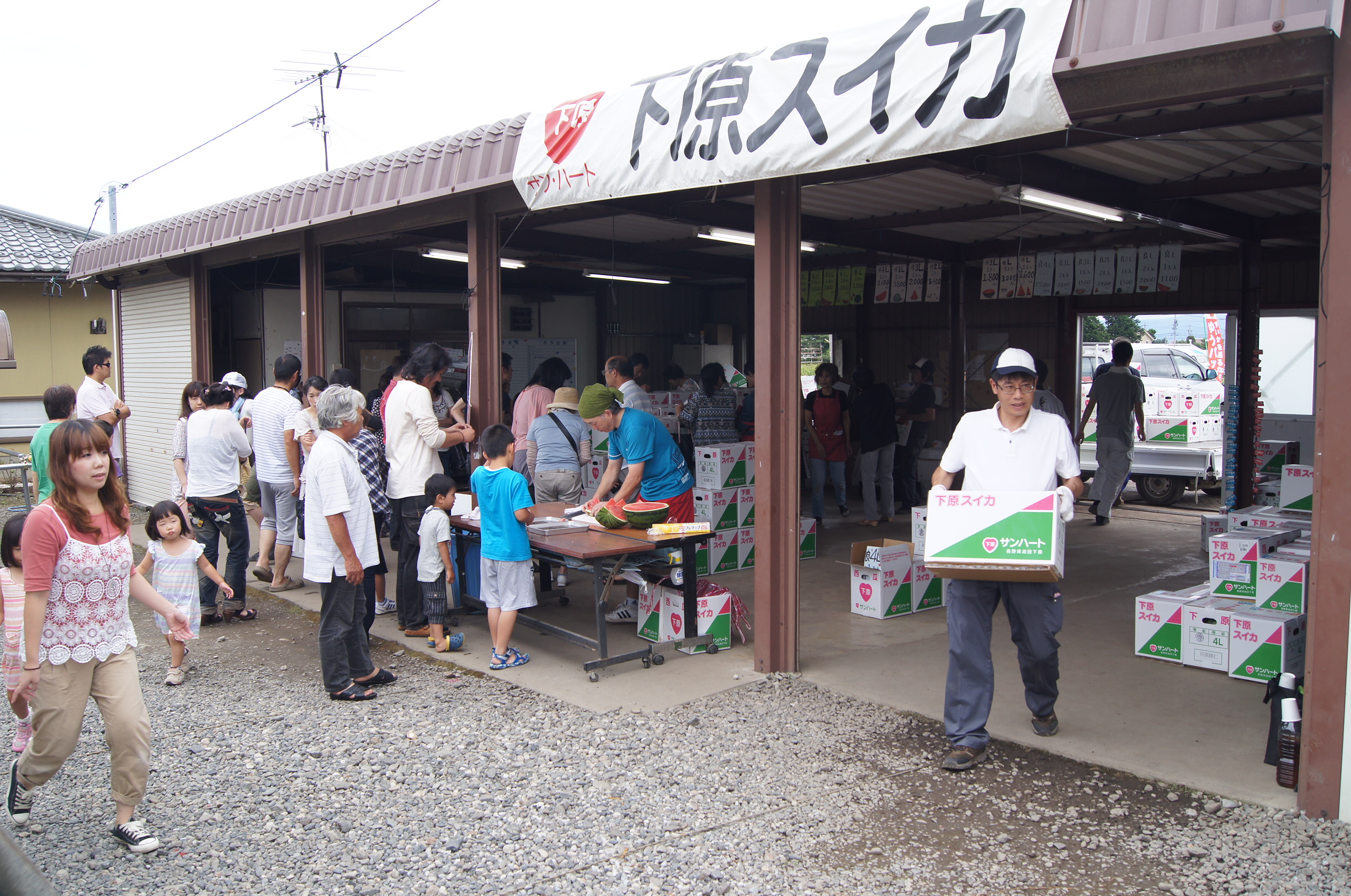
下原スイカの共同直売所。松本ハイランド農協共同選果所の前にある

下原スイカ（しもはらスイカ）は、長野県松本市波田の下原集落周辺において生産されるスイカの通称。ブランド名としては「下原すいか」と表記される。

## 概要
下原地域の土質が火山灰由来で排水性がよいことと、松本盆地の気候が中央高地式気候で、気温の日較差が大きいことが、下原スイカの独自性を形成してきた原因であると言われる。しかし、「下原すいか」のブランド名でスイカを出荷していた波田町農業協同組合が、1995年にJA松本ハイランドと合併したため、JAが「下原スイカ」の名前で出荷することはなくなり、広域生産地の「JA松本ハイランドすいか」として出荷されるようになった。JA松本ハイランド管内の平成28年におけるスイカの栽培面積は220haで、このうち125haが波田地区にある。
ただし生産農家は、JAを経由せずに出荷するスイカに「下原スイカ」の名を現在も用いている。赤いハート型のラベルには大きく「下原」の金文字が入り、さらに近年では、このラベルに生産者の個人名が印刷表示されている。

### 2012年の写真画像

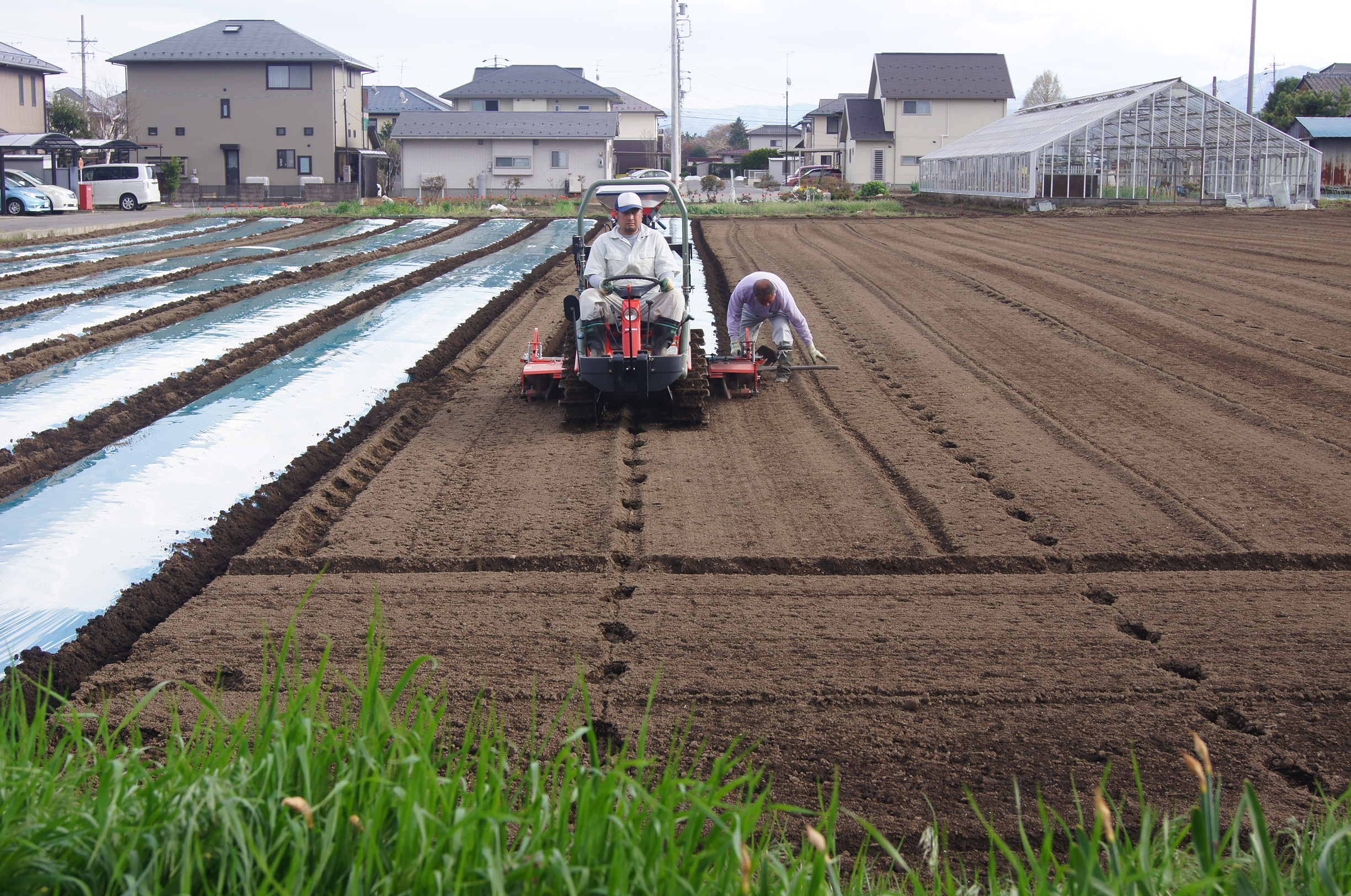
2015年4月22日。スイカ栽培の圃場作りの過程で、マルチングシートを機械で敷いている様子

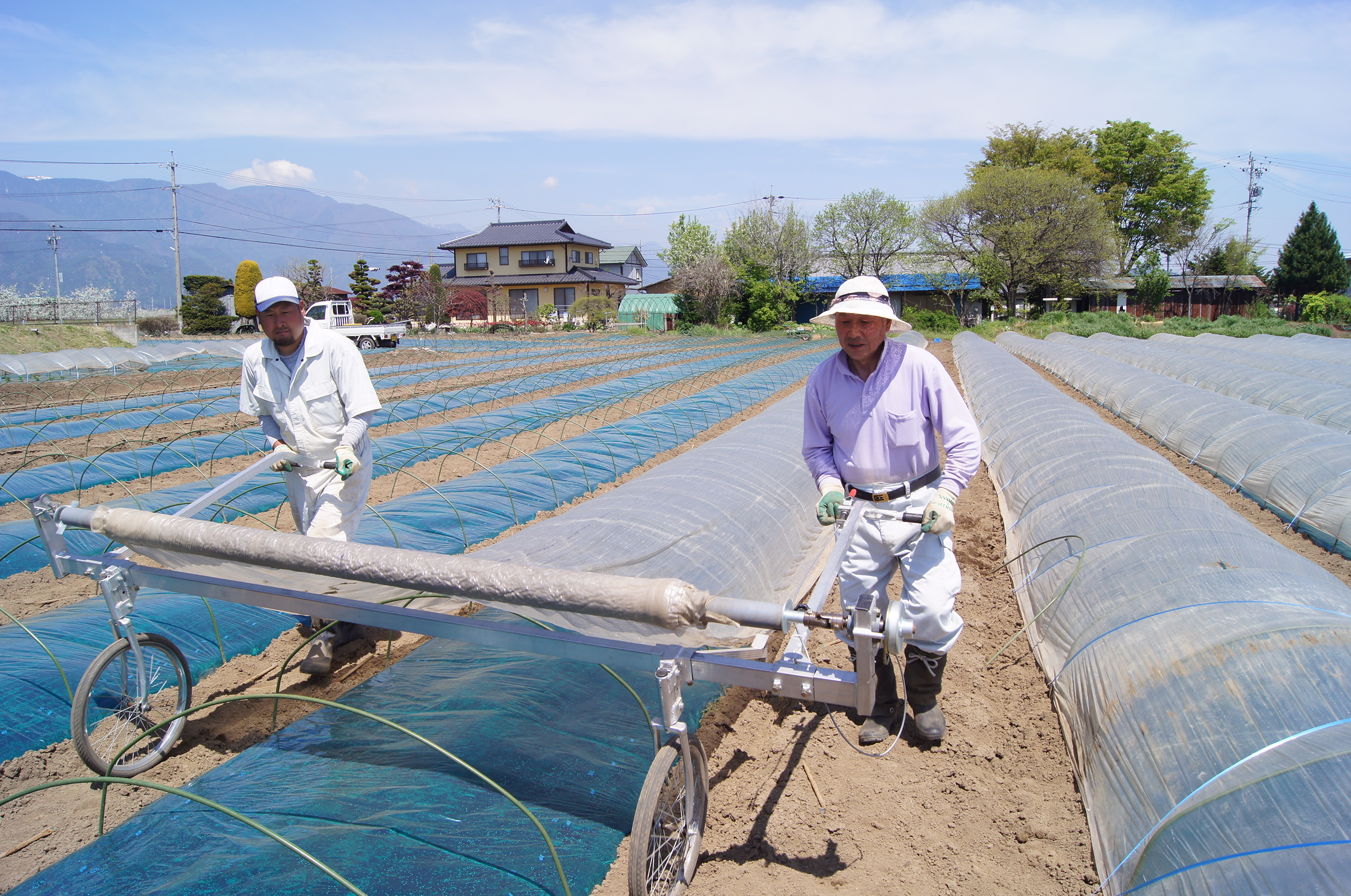
2015年4月30日。スイカ栽培の圃場作りの過程で、ビニールトンネルの覆いを、道具を使って掛けている様子

- 下原集落の中心部を、松本ハイランド農協のすいか共同選果所前から見たところ
- 2012年6月7日撮影のスイカ畑。ビニールトンネルの中にスイカの苗が育つが、すでにトンネルを抜け出るほどに育っている畑もある
- 2012年7月11日撮影のスイカ畑。下原集落の中と言える場所から西北を望む。スイカがごろごろしているわけではないが、出荷が始まったばかりである
- 左の写真と同位置・同時刻に西南西を望む

## 地域
下原スイカの生産農家が集まる下原集落は、松本市波田地区のうち、最も南東側に位置する。東側は松本市和田地区に接し、南側は山形村に接する。アルピコ交通上高地線の「森口駅」から南に900メートル行った部分がこの集落の西北端にあたる。一部に「下原」を「しもっぱら」と呼称する意見があり、下原すいかを「しもっぱらすいか」と読む向きもあるが、この集落に住む人は「しもはら」と呼んでいる。
地域では宅地化の進行が見られ、一部ではスイカ畑の宅地化が進んだ。しかし、2014年11月4日に、都市計画区域の用途地域の変更が行われ、下原集落周辺は市街化調整区域になった。このため、原則として新築建物の建築は行えなくなった。

## 歴史

### 1960年代初めまで
1935年ころ、下原でスイカが作られ始めた。
1950年代後半、下原スイカはすでに松本の青果業者には有名であった。スイカと並行してトマト栽培も盛んであり、1960年ころにはスイカとトマトが集落農家の基幹作物であった。トマトは生食用と加工用の2種類が作られており、生食用は東京市場にも出荷していた。
下原集落は、1957年から1960年当時は戸数が32軒ほどと、波田町（当時は村）の中でも小さな集落だった。しかも、南北670メートル、東西670メートルほどの広さに農家が分散していた。1957年当時、この集落で販売用のスイカを作っていない家は、非農家だった家、水田栽培だけだった農家、村内の別集落から移転したばかりでスイカ・トマト栽培のノウハウがなく水田と養蚕中心だった農家などだけで、わずかだった。
1960年ころのスイカの品種は「旭都」で、農協は種や生産資材の斡旋はしていたが、出荷までには関わっていなかった（松本市に2つあった青果市場「丸果」「丸松」（ともに略称）から集荷に来ていた）。1960年代半ばにトラックの普及が進み、生産農家がみずから青果市場に持ち込むようになる。
当時の出荷方法は、各農家が畑からリヤカーで自宅に運び、庭で果実の汚れを落とし、「旭都」および「下原」のラベル2枚を貼り、重量を測るなどの作業をし、10個を1口としてトラックにバラ積みで送り出していた。
その他、松本市の先進的なスイカ栽培地であった並柳地区や千葉県の栽培地に団体で研修に行くなど栽培技術の向上に努め、東京の市場を見学して需要動向を研究していた。

#### 栽培方法の変化
育苗温床で育てたスイカの苗を畑に移植する定植は4月下旬である。しかし、波田町辺りでは5月の連休明けまで降霜被害を受けることがある。そのため、定植後は夜間の冷込みを防ぐ必要がある。1960年代初めまでは、油紙を袋状にしたもので高さ15cmほどの小さなテントを、一株ごとに張って降霜被害を防いだ。しかし、1961〜62年ころから、長いビニールトンネルを使って夜間の冷込みを防ぐようになった。ビニールトンネルによる保温は、降霜被害防止だけではなく、生長促進にも効果がある。現在では、スイカの蔓がビニールトンネルをはみ出し、スイカが着果しても使用している。スイカの玉伸び（果実が肥大化すること）にも役立つからである。
苗を育てるためのポットは1960年ころまで、経木と言われる薄く削いだ木で作っていた。幅10センチ強、長さ25センチ弱の「経木」を巻いて円筒形にし、ホチキスで留め、底をあてがい土を入れる。この経木のポットは1960年代前半にビニール製ポットに取って代わられる。
育苗温床自体の変化もあった。1960年代初頭までは温床に熱を与えるため、温床の下部に稲藁を厚く積んで、その発酵熱を利用した（稲藁は用済み後に追熟させれば堆肥になる）。60年代初頭に電気による与熱が導入されると、電熱方式が一気に普及した。
温床の周りも、1960年代前半までは稲藁を地面から10センチから15センチくらい立てて、これを横に渡した竹で締め固めていたものが、ビニールハウスが作られるようになると、育苗温床としてのビニールトンネルは、コンクリート板を埋設してその周囲を作るようになり、長期間そのまま埋設しておくようになった。

### 1960年代後半から1970年代初期の写真画像
- 1967年4月5日撮影のユウガオとスイカの苗。4月5日に接木するというのは現在よりも時期的に遅い。接木栽培が始まった初期である。大きな苗がユウガオ、中央の箱の中にスイカ苗が入っている。周囲はコンクリート板であるが、ビニールトンネルの支えは割竹である

### 1960年代半ばから1995年まで
諏訪市の市場に出荷するようになったのはこの時期である。各生産農家が運ぶのではなく、一括して引き受ける人がいた。中学生などが交代でトラックに同乗し、荷の積み降ろしを手伝うこともあった。
また、同じころから、接ぎ木の技術も導入された。ユウガオの台木にスイカを接ぐものであった（現在はトウガンを台木に使用）。それまでは連作障害が発生するため、「同じ畑では7年に1回しか作れない」と連作が限られており、耕作面積の一部にしかスイカを作付けできなかった。しかし、接ぎ木の導入で連作が可能になり、耕作面積が拡大するようになった。
接ぎ木導入と同じ時期に、苗を育てるための温床の構造も変化した。それまでビニールトンネルの中で苗を育てたのが、さらにそのビニールトンネル2列分を覆う大型のビニールハウスを作るようになった（ビニールハウスがないと、暖かい無風の場所で接ぎ木を行えない）。
スイカのつるが伸びていく地面に、雑草の繁茂防止と地温を高めるために、当初は稲藁や麦の茎を敷いていたのを、黒いビニールに代えるようになった。このビニールを敷くことを「マルチ」（マルチング）と呼ぶ。
1981年に、波田町農協は政府の補助金約3億円を受けて「スイカ共同選果所」を建設する。この時から、下原スイカのマークを農協組合員すべてが使用するようになった。新たに加えられた耕作地は、下原集落西側の水田転作地がほとんどであった。
生産農家の畑からトラックで直接スイカ共撰所に持ち込まれたスイカは、機械のベルトコンベヤーで運ばれ、簡単な清掃、重量の測定、重量ランクごとの仕分けを受けるようになった。作業は学生アルバイトを含む農協スタッフが行うので、農家は品質チェックに交代で関わるだけとなった。
出荷形態は、1960年代末ころのビニール袋入りを経て、スイカ共撰所が建設された時からは、段ボール箱に入れるようになった。段ボール箱入りが大型トラックによる輸送を可能にし、東京などの遠隔大消費地への出荷がより盛んになった。また、生産農家がみずから青果市場にスイカを運んでいたのが、農協による大量一括輸送に変わっていった。

### JAの合併（1995年）以降
1995年に波田町農協が山形村農協とともに、松本ハイランド農業協同組合と合併した。松本ハイランド農協でも、下原地区に近いところを中心に、スイカ栽培が盛んであった。農協の統合を機に、松本ハイランド農協が扱うスイカはすべて「JA松本ハイランドすいか」というブランドで統一され、東京の市場から「下原スイカ」は姿を消した。当地区における現在の主要なスイカの品種は全国的にも主力種である「祭りばやし」である。祭りばやしの中でも777は暑さに弱いことから、前半は祭りばやし777、後半は祭りばやし11を用いている。
現在は集落内の農家が、農協を通さずに直接市場に出すもの、宅配便を利用した直接販売、販売所に直接卸すもの、共同で運営している販売施設1か所での販売に限られるが、これらについては「下原スイカ」ブランドの下にスイカの出荷を行っている。
ちなみに、下原集落のスイカ農家が1960年ころにスイカ栽培技術を学んでいた松本市並柳地区は住宅地と化し、スイカ栽培はすでに行われていない。